# Cercino
Cercino (AFI: /ʧerˈʧino/, Scerscìn o Sciarscìn in dialetto valtellinese) è un comune italiano di 818 abitanti della provincia di Sondrio in Lombardia. Si trova sul versante retico e fa parte della Costiera dei Cech.

## Geografia fisica

### Territorio
Il territorio di Cercino si estende per un totale di 6,21 chilometri quadrati ed è contraddistinto da precisi confini. Il confine settentrionale segue sostanzialmente il crinale della montagna che separa la Costiera dei Cech dalla Valle dei Ratti. Il confine orientale scende invece lungo il crinale verso sud, passando attraverso il Piazzo della Nave, i Prati di Bioggio (che sono compresi nel territorio di Traona), piegandosi poi a sud ovest e comprendendo anche parte della pianura dell'Adda, risalendo sino al monte Brusada.
Il comune di Cercino comprende anche le frazioni di Belenasco, Piussogno, Era, Barossedo e Fiesso (poste più in basso rispetto al comune), mentre a ovest si trova la frazione di Siro.
L'altitudine media è di 487 metri s.l.m. ma il punto minimo è di 208 metri s.l.m. e il massimo sul Corno Stella a 2185 metri s.l.m.

### Flora e fauna
Il territorio è prevalentemente boscoso con abeti, querce, farnie, castagni, roverelle, ornielli e carpini neri oltre a bagolari nelle località più rupestri. La superficie boscosa ricopre in tutto 188 ettari. Nei tratti più bassi (al di sotto dei 600 metri) questi boschi riportano anche infiltrazioni della robinia e del castagno. Per quanto concerne gli arbusti molto diffusi sono il ligustro, il pero corvino, il biancospino, il ciliegio canino, l'evonimo, la lantana ed il fico. Tra le specie erbacee spontanee si ritrovano il pungitopo, l'origano, la pervinca, il geranio, l'aglio, la clematide, il cisto e l'erica arborea; la ginestra tende a crescere prevalentemente nelle aree più a nord e meno accessibili all'uomo assieme ad alcune specie di orchidee montane. Nel territorio di Cercino è inoltre presente un castagno (Castanea sativa) nella frazione di Piussogno, incluso dal 2009 nell'elenco degli alberi monumentali della provincia di Sondrio.
Le praterie xeriche sono invece composte in prevalenza da graminacee.
La fauna del territorio di Cercino è caratterizzata da specie termofile come i rettili tra cui la vipera comune, il biacco, il saettone, la lucertola, il ramarro e l'orbettino. Gli uccelli presenti, perlopiù stanziali, sono il picchio, il cuculo, il merlo, la cinciallegra, il passero, il cardellino, il lucarino, il verdone, il pettirosso, la ballerina, la rondine, la poiana, il gheppio ed il nibbio. Tra gli anfibi diffusi nel territorio comunale vi sono la salamandra ed il rospo comune (noto in particolare per le massicce migrazioni della specie da Cercino a Piussogno nei mesi da marzo ad aprile), oltre alla rana verde ed alla raganella. Per i mammiferi sono presenti il cervo, il capriolo, la volpe, la faina ed il tasso.

### Orografia e idrografia
A livello orografico, il territorio di Cercino vanta cime di rilievo come il monte Brusada (2143 m) e il Passo della Piana (2052 m), che unisce il territorio comunale con la Valle di Codogno. Sempre compresi nel territorio cercinese sono anche i rifugi con i relativi maggenghi Cuper di Sotto (1150 m) e Cuper di Sopra (1311 m) e i prati della Brüsada che costituivano anticamente gli alpeggi principali della località, compresi tra i 1500 e i 1584 metri.
Il territorio è particolarmente ricco di torrenti e acqua sorgiva, soprattutto nella parte superiore in località Cagnello. Le risorgive naturali forniscono acqua potabile per circa 205 litri per ogni abitante al giorno, perlopiù collocate in località Cespedello. I principali torrenti sono il Torrente Valle dei Molini e il Siro, nome preso dall'omonima frazione, che sfociano entrambi nel Fiume Adda. Nell'anno 2014, è entrato in funzione il nuovo acquedotto sul Torrente Valle dei Molini.

### Sismologia
Dal punto di vista sismico Cercino presenta un rischio molto basso ed è stata classificata come il comune zona 4 (bassa sismicità) dalla protezione civile nazionale.

### Clima
Il clima di Cercino è quello caratteristico delle pianure settentrionali italiane e delle zone di bassa montagna, caratterizzato da inverni freddi e abbastanza rigidi ed estati che talvolta possono risentire di elevate temperature; la piovosità si concentra principalmente in autunno e in primavera. Il paese appartiene alla zona climatica E.
| Mese                       | Mesi | Mesi | Mesi | Mesi | Mesi | Mesi | Mesi | Mesi | Mesi | Mesi | Mesi | Mesi | Stagioni | Stagioni | Stagioni | Stagioni | Anno  |
| Mese                       | Gen  | Feb  | Mar  | Apr  | Mag  | Giu  | Lug  | Ago  | Set  | Ott  | Nov  | Dic  | Inv      | Pri      | Est      | Aut      | Anno  |
| -------------------------- | ---- | ---- | ---- | ---- | ---- | ---- | ---- | ---- | ---- | ---- | ---- | ---- | -------- | -------- | -------- | -------- | ----- |
| T. max. media (°C)         | 6    | 8    | 12   | 16   | 21   | 25   | 28   | 27   | 23   | 18   | 11   | 6    | 6,7      | 16,3     | 26,7     | 17,3     | 16,8  |
| T. min. media (°C)         | −2   | 0    | 3    | 7    | 11   | 14   | 17   | 17   | 14   | 9    | 4    | −1   | −1       | 7        | 16       | 9        | 7,8   |
| Precipitazioni (mm)        | 71   | 64   | 83   | 89   | 127  | 113  | 110  | 129  | 94   | 109  | 111  | 156  | 291      | 299      | 352      | 314      | 1 256 |
| Umidità relativa media (%) | 75   | 75   | 68   | 71   | 69   | 67   | 67   | 68   | 71   | 75   | 78   | 79   | 76,3     | 69,3     | 67,3     | 74,7     | 71,9  |

## Origini del nome
Il toponimo di Cercino ha origini incerte. Secondo alcuni studiosi potrebbe derivare dal latino querciulinus, il diminutivo di quercula (quercia). Il rimando al nome del paese è presente anche nella figura araldica dei tre cercini stilizzati presenti nello stemma comunale. Secondo altri studi il nome deriva dalla gens Caecinia o Caecilia, che ebbe ospite Cicerone durante il suo esilio.

## Storia

### Dalle origini al Cinquecento

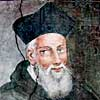
Mons. Feliciano Ninguarda, vescovo di Como, che visitò il borgo nel 1589 e ne rese una delle prime descrizioni

Le prime notizie sul territorio di Cercino risalgono alla Tabula Peutingeriana, l'oppidum di origine celtica era segnalato con il rosso porpora della corte imperiale. Correva l'anno 822 quando da un documento si apprende che i terreni locali erano proprietà dei monaci della Basilica di Sant'Ambrogio di Milano.
Nelle epoche successive, il piccolo borgo ricadde sotto la giurisdizione del Vescovo di Pavia prima, e del Vescovo di Como, poi.
Il borgo, che all'epoca veniva definito con il nome di Zerzuno (che conserverà perlomeno sino al XIV secolo) ricadeva all'epoca sotto i terreni di giurisdizione di Como a cui doveva anche pagare la tassa sul diritto di fodro.
Nel XIV secolo Cercino riuscì a emanciparsi dalla giurisdizione ecclesiastica della diocesi divenendo un libero comune, ma per breve tempo in quanto a quello comasco, si sostituì ben presto quello dei Visconti del Ducato di Milano, ai quali fece solenne promessa di fedeltà, nel 1388 anche un deputato del comune di Cerzuno.
Sotto l'aspetto della giurisdizione ecclesiastica, Cercino dipendeva a quell'epoca dalla Pieve di Sorico, dalla quale però si distaccò il 13 maggio 1415, costituendosi come parrocchia autonoma.
Celebre per il piccolo borgo, fu la visita pastorale che il vescovo di Como, Feliciano Ninguarda (originario di Morbegno), fece nel 1589, la quale costituisce a tutt'oggi una delle testimonianze storiche d'archivio più complete sull'abitato di Cercino. Nel paese vennero infatti all'epoca rilevati 100 fuochi (nuclei familiari), suddivisi anche tra le frazioni di Cresta e Piussogno.
Sempre sul finire del XVI secolo, è il diplomatico della Lega Grigia svizzera Giovanni Güler von Weineck a darci una descrizione del paese nel corso di una sua visita nella regione, descritta nella sua opera principale che prende il titolo di "Raetia":

### Dalla Guerra dei Trent'anni ai giorni nostri

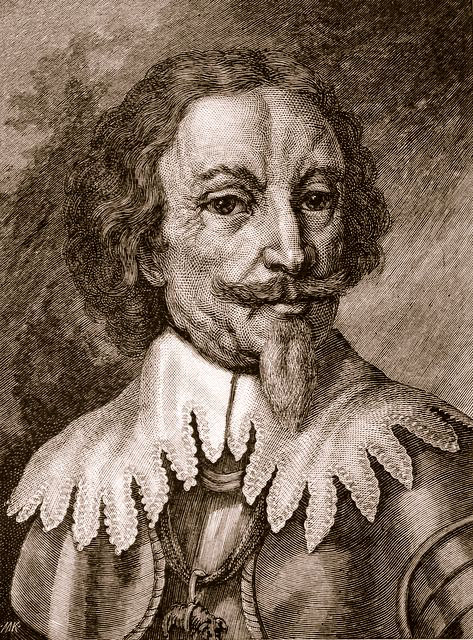
Il feldmaresciallo Pappenheim che nella piana di Cercino si scontrò nell'unica battaglia italiana della Guerra dei Trent'anni.

Alla vigilia della Guerra dei Trent'anni (e precisamente nel 1624), a Cercino si contavano 485 abitanti, alcuni dei quali vennero decimati dai funesti eventi degli anni successivi. L'anno seguente, infatti, nella piana di Cercino, si scontrarono le truppe imperiali guidate dal feldmaresciallo Pappenheim e le truppe francesi ed albanesi-croate del colonnello Milander, sottoposto al comando del generale Coeuvres, che più che scontro mortale per i locali, portarono anche in queste vallate il funesto messaggio della peste, causata anche dall'alloggio forzato delle truppe nel paese (tra il 1629 e il 1630) dei soldati lanzichenecchi calati in Italia dalla Valle Spluga. La popolazione venne fortemente decimata dall'epidemia che colpì l'abitato tra il 1629 ed il 1631 e nuovamente tra il 1635 ed il 1637, riducendosi a quasi la metà, oltre al saccheggio del paese ad opera dei militari sbandati. Nuovamente da marzo a dicembre del 1637, i consoli di Cercino, assieme a quelli dei paesi circonvincini, vennero interessati dalle opere di costruzione, mantenimento e distruzione del forte di Mantello nel corso della campagna militare organizzata in quelle terre dai soldati francesi del duca Enrico II di Rohan.
Una ripresa lenta e costante si ebbe a partire dal XVIII secolo grazie anche al nuovo sviluppo di attività agricole in particolare legate al mondo della viticoltura, al punto che già sul finire del secolo (1797) il comune contava 636 abitanti; ripartizioni più accurate ci pervengono da un successivo censimento di epoca napoleonica, del 1807, quando viene segnalato che nella sola Cercino risiedono 290 abitanti, mentre nelle frazioni di Siro e Piussogno se ne trovano rispettivamente 230 e 60. Le famiglie di Cercino, all'inizio dell'Ottocento, vennero coinvolte nei lavori dell'escavazione del nuovo canale dell'Adda dal torrente Salesada al Lago di Como.

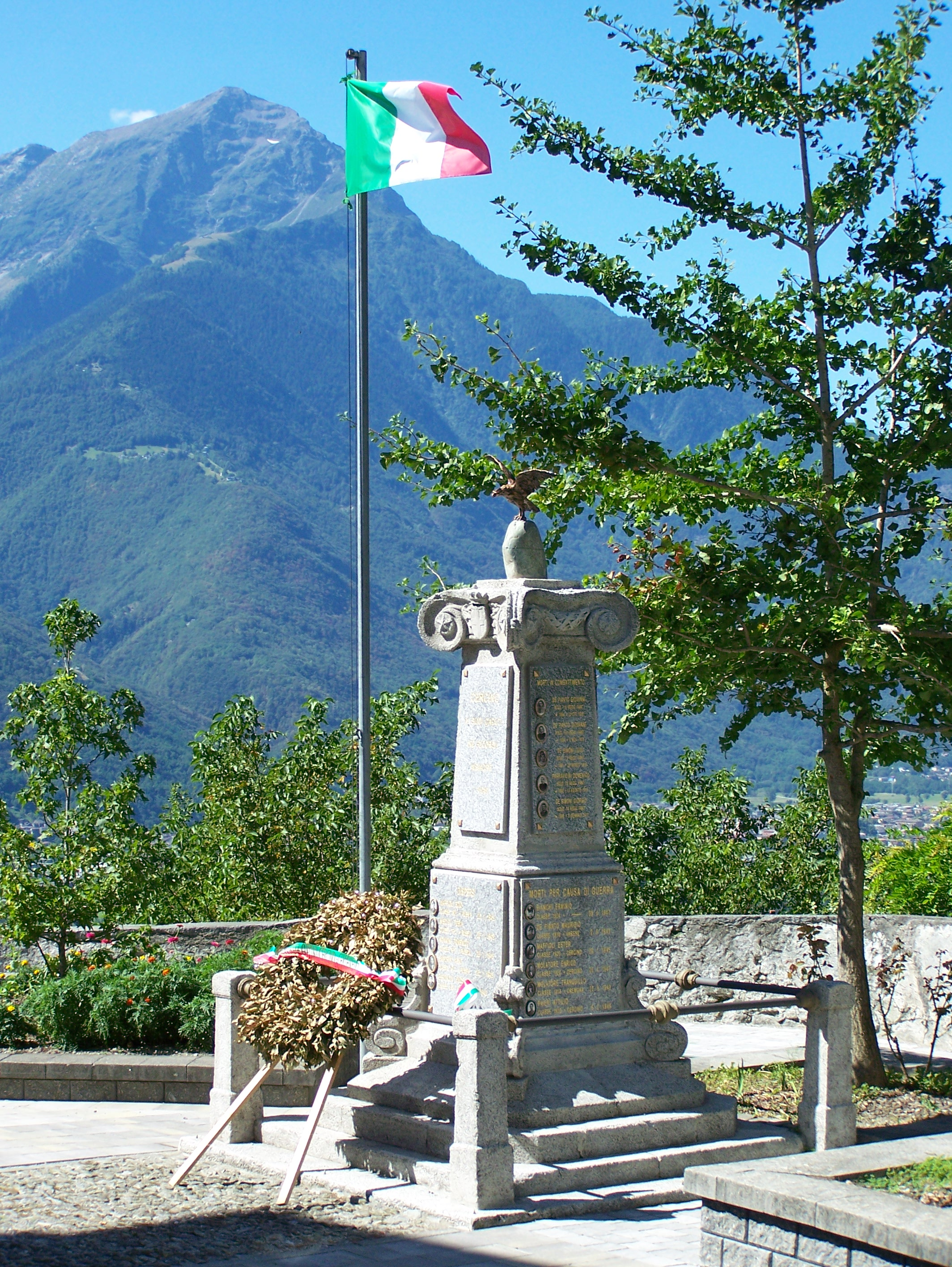
Monumento ai caduti della prima e della seconda guerra mondiale a Cercino.

L'Ottocento fu però anche un secolo non facile per Cercino: nel 1816, a causa di un'eccezionale gelata, i raccolti vennero compromessi e gli abitanti del borgo, come la maggior parte di quelli della Valtellina, soffrirono un anno di patimenti per una sostanziale mancanza di cibo. Nel 1836, nel 1849, nel 1854 e nel 1855 il villaggio venne colpito da un'epidemia di colera, come pure tra il 1850 ed il 1854 infierì la crittogama, mettendo in ginocchio la produzione agricola che costituiva uno dei principali mezzi di sostentamento dell'area, sfruttando terreni recentemente terrazzati. L'atrofia dei bachi da seta nella prima metà del secolo, costrinse molti abitanti di Cercino a migrare in altri paesi vicini nella seconda metà del secolo, oltre che in Francia, Svizzera, Stati Uniti ed Australia.
Un ultimo censimento prima dell'unità d'Italia si ebbe nel 1853, quando Cercino risultava avere 637 abitanti e si trovava inserito nel terzo distretto di Morbegno, scesi ulteriormente a 614 unità nel 1866.
Il 1909 il borgo venne raggiunto dall'energia elettrica grazie ad una centrale che sfruttava la forza motrice del torrente Pusterla nella frazione di Mantello, con una potenza di 40 cavalli.
Durante la Grande Guerra, Cercino ebbe in tutto 15 caduti, commemorati da un monumento posto davanti alla chiesa parrocchiale locale.
Durante la seconda guerra mondiale, Cercino ebbe 12 caduti e 11 dispersi. Tra questi, fulgido esempio rappresentò la figura del tenente Abele Ambrosini, nativo di Cercino, medaglia d'oro al valor militare passato alle armi dai nazisti nell'Eccidio di Cefalonia nel 1943 per essersi rifiutato di combattere al loro fianco dopo l'armistizio dell'8 settembre. Lungo la carrozzabile che porta verso il paese, si trova la cappelletta di Sant'Antonio nei pressi della quale si trova un cippo dedicato alla memoria del partigiano Athos, caduto nei conflitti a fuoco per la Liberazione il 29 novembre 1944.

### Simboli
Lo stemma e il gonfalone sono stati concessi con decreto del presidente della Repubblica del 13 maggio 1999.
Stemma
Lo stemma di Cercino è in parte un'arma parlante dal momento che nella parte destra, il campo d'argento è contraddistinto da tre cercini di rosso, da cui appunto il nome del borgo. San Michele, che campeggia nella parte sinistra del partito, è invece il patrono cittadino cui è dedicata la chiesa parrocchiale.
Gonfalone
Bandiera

## Monumenti e luoghi d'interesse

### Architetture religiose

#### Chiesa parrocchiale di San Michele Arcangelo

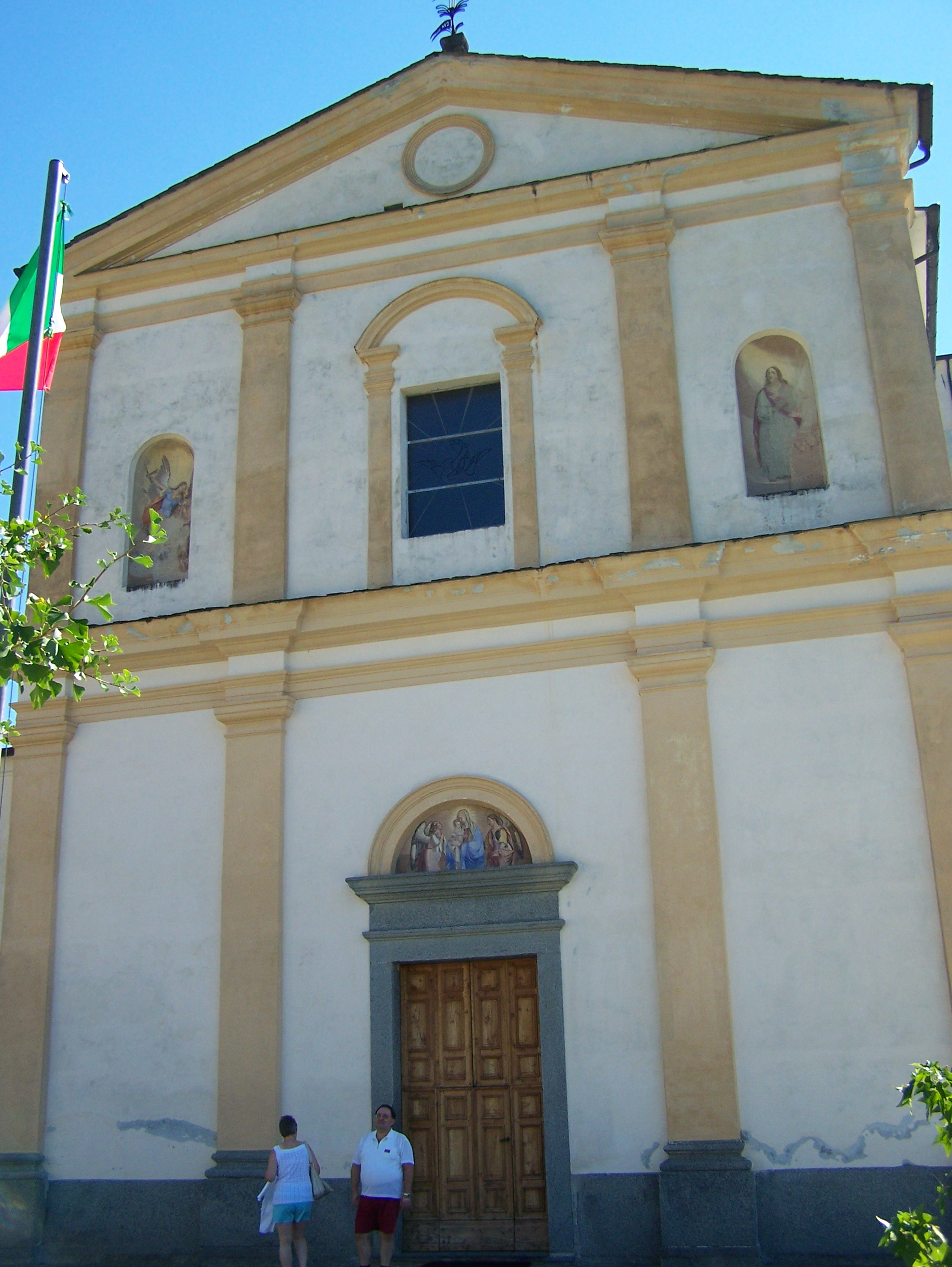
La facciata della chiesa parrocchiale di San Michele Arcangelo.

La chiesa parrocchiale di San Michele è la chiesa principale del comune di Cercino.
Addossata su uno sperone di roccia posto a 526 metri sul livello del mare, l'edificio fu una delle prime costruzioni a venire innalzata quando il borgo divenne ufficialmente un libero comune, nel XIV secolo, con l'intento di assecondare il desiderio dei locali che intendevano erigere un tempio ove celebrare la messa.

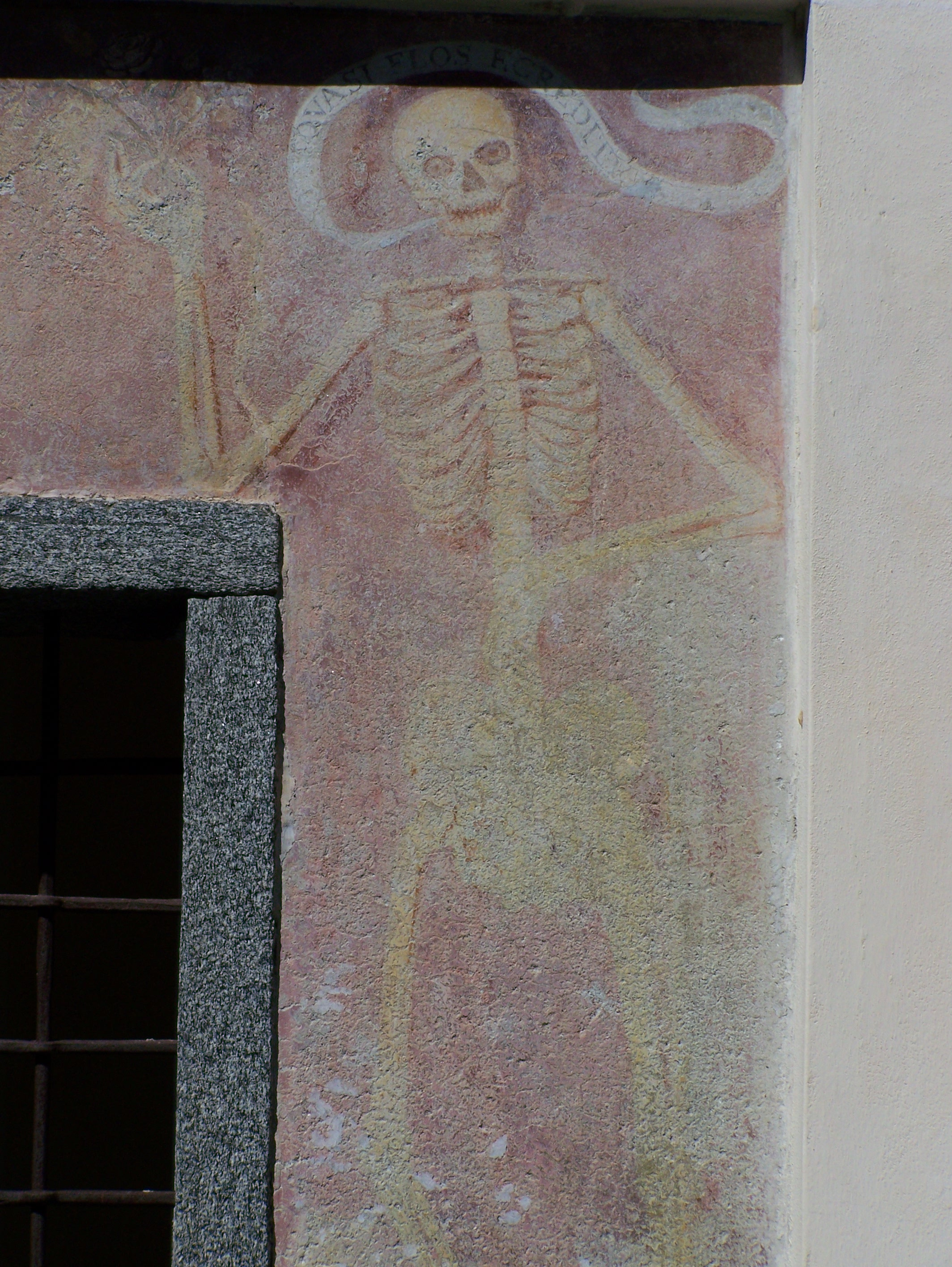
Scheletro della danza macabra dell'ossario di fronte alla chiesa parrocchiale: nel dipinto il personaggio pronuncia la nota frase QUASI FLOS EGREDITUR ("Cresce quasi come il fiore", riferito alla vita dell'uomo, destinata a morire entro breve). Il passo è tratto da Giobbe, 14:2.

L'atto ufficiale della fondazione del tempio sacro venne siglato il 13 maggio 1415, quando il comune venne separato sotto l'aspetto spirituale dalla chiesa arcipretale di Santo Stefano di Olonio e al nuovo parroco di Cercino fu concessa anche la riscossione delle decime. La chiesa subì pesanti rimaneggiamenti e ristrutturazioni nel XVII secolo, acquisendo le forme attuali e venendo consacrata ufficialmente il 29 aprile 1690.
La facciata si presenta di forme semplici, a capanna, scandita da lesene. Al centro della facciata, una finestra quadrangolare da luce all'interno della lavata, mentre in laterale si trovano delle finte nicchie con degli affreschi rappresentanti San Michele arcangelo e una santa. Sopra l'ingresso spicca una lunetta con una Madonna con Bambino attorniata da angeli.
L'interno, a una sola navata completata da quattro altari laterali, è decorato sul soffitto con due grandi affreschi raffiguranti l'Annunciazione e i Santi Rocco e Sebastiano (patroni degli appestati) già attribuiti al noto pittore valtellinese Cesare Ligari e realizzati nel XVIII secolo, mentre le pareti sono decorate con affreschi di otto medaglioni rappresentanti dei santi, oltre a una tela di Giannolo Parravicino che è conservata nel piccolo oratorio dell'Immacolata, adiacente alla chiesa parrocchiale, sede delle confraternite locali del Santissimo Rosario e del Santissimo Sacramento. Spicca infine, per qualità pittorica, un ovale di ignoto artista del XVIII secolo raffigurante il santo boemo Giovanni Nepomuceno protettore dalle inondazioni dei fiumi e del segreto confessionale. Sull'altare maggiore, il tabernacolo risale al 1692 ed è stato realizzato da Alfonso, figlio dello scultore Antonio Pino da Bellagio.
Di notevole bellezza è anche l'immagine della Madonna raffigurata sull'altare maggiore, realizzata con intarsi di legno a simuilare una prospettiva architettonica.
Presso il sagrato della chiesa, a ovest, si trova infine un ossario quattrocentesco con una facciata dipinta con raffigurazioni di una danza macabra, soggetto tipico delle pitture rinascimentali religiose montane (forse pittori della famiglia Baschenis di Averara, artisti itineranti, specializzati proprio in danze macabre). Lungo l'arco frontale, due scheletri sorreggono un motto che oggi in parte risulta cancellato dall'incuria del tempo, da cui è possibile però leggere la frase …quasi flos egreditur… che paragona simbolicamente la vita umana a quella di un fiore.

#### Chiesa della Madonna della Pietà

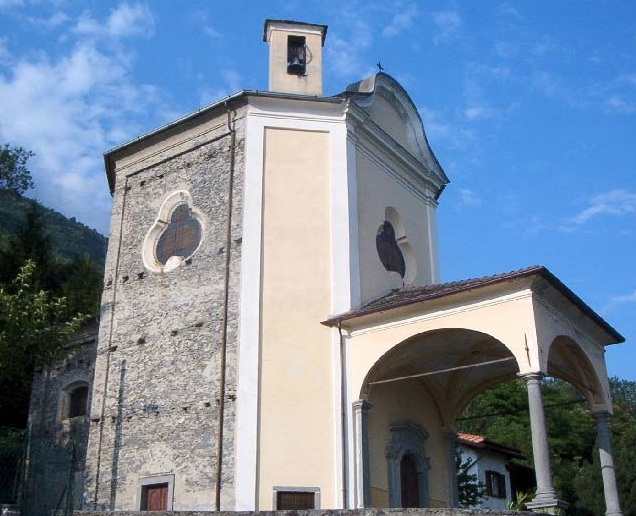
La chiesa della Madonna della Pietà.

Situata lungo la strada che conduce a Cino, la chiesa della Madonna della Pietà è un piccolo edificio risalente al XVIII secolo, simbolo della ripresa economica e religiosa del paese dopo il burrascoso periodo seicentesco.
L'edificio, a pianta ottagonale sormontata da una graziosa cupola, venne costruito tra il 1736 e il 1774 e restaurato in due occasioni, nel 1933 e nel 1976. All'interno, un'attrattiva da segnalare è l'altare in marmi pregiati realizzato da Giacomo Longhi di Viggiù nel 1768.
Antistante il grandioso portale d'ingresso con stipiti riccamente lavorati in granito, si trova un piccolo protiro con colonne e lesene, che costituisce ancora oggi uno degli angoli più caratteristici del borgo. Ai lati dell'ingresso si trovano ancora oggi due piccoli sedili in pietra, sovrastati da piccole finestrelle che danno all'interno della chiesa, come voleva la tradizione del post-concilio di Trento, per permettere di seguire la funzione anche ai peccatori non comunicati.

#### Chiesa della Madonna della Neve (Siro)

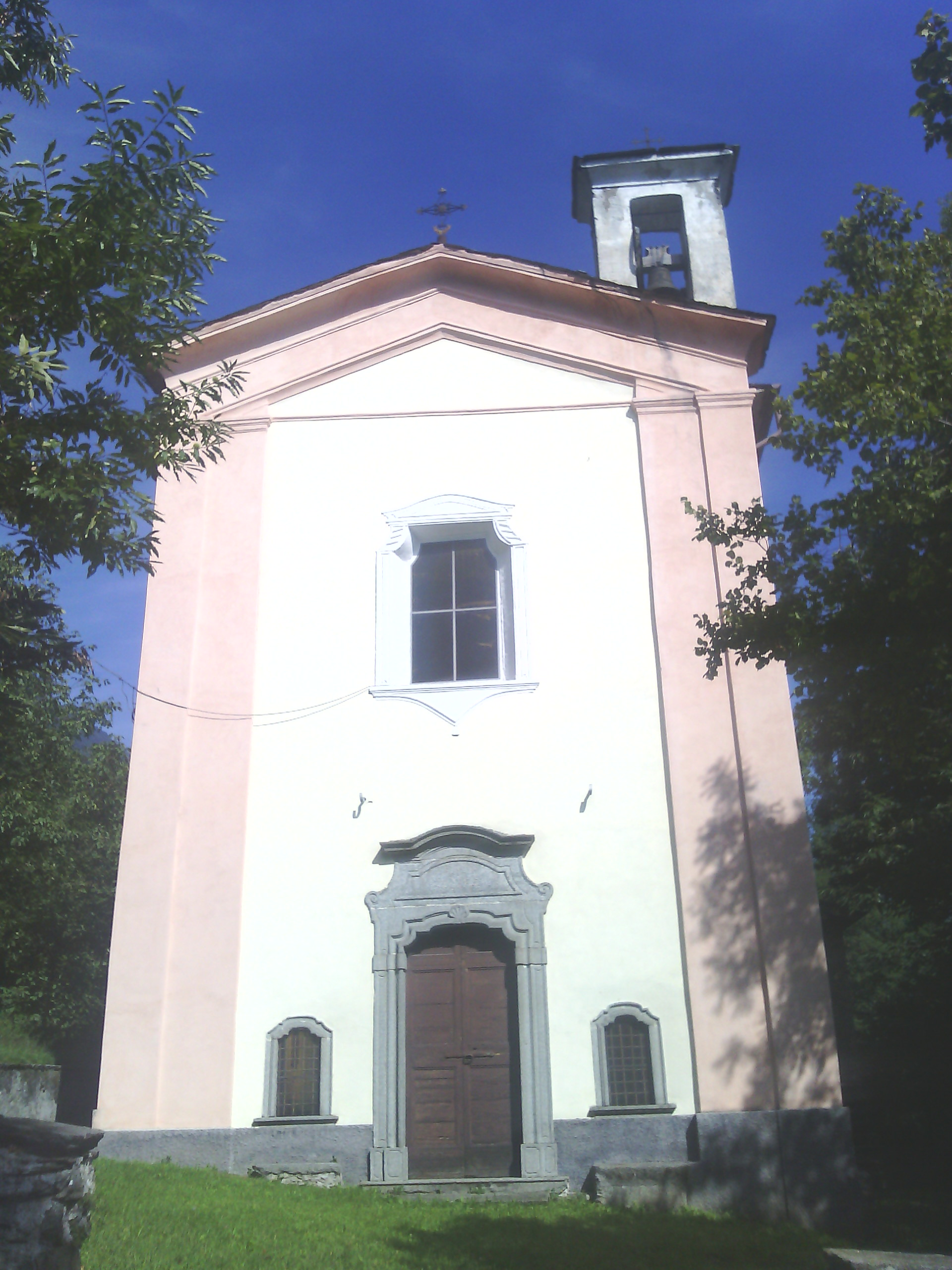
La chiesa della Madonna della Neve di Siro.

Situata nella frazione di Siro ed eretta nel 1777 per meglio sopperire alle esigenze spirituali della popolazione dislocata nella località periferica del comune di Cercino, la chiesa è profondamente legata al miracolo della Madonna della Neve, che la tradizione popolare fa cadere il giorno 5 agosto.
Pur come chiesa sussidiaria, essa presenta caratteri di peculiarità ed eleganza unici per la zona: la facciata, decorata da due coppie di lesene e da un timpano, presenta un finestrone centrale contornato da decorazioni a stucco oltre a un portale con modanature in pietra che riporta l'iscrizione sulla fondazione della chiesa. A fianco della porta d'ingresso si trovano due finestrelle preconciliari, anch'esse decorate in pietra. All'interno si trova una statua dello scultore Nardini di Milano, raffigurante appunto la Madonna della Neve.
Al miracolo di tradizione romana, la piccola chiesa di Siro affianca una propria curiosa caratteristica: presso l'edificio religioso si trovano ancora oggi due castagni centenari, di cui le foglie di una delle piante non hanno il classico colorito verde, ma sono perlopiù bianche per un raro caso di albinismo vegetale, quasi a ricordare il legame con la Madonna della Neve a cui la cappelletta è dedicata.

#### Chiesa di Santa Margherita (Piussogno)
Situata nella frazione di Piussogno, la chiesa di Santa Margherita (più precisamente dei Santi Margherita e Carlo) venne edificata in quel luogo per sopperire alle esigenze spirituali dei fedeli di quell'area. La chiesa, di fattura rinascimentale rifatta nel Seicento, presenta al proprio interno una preziosa croce in lamina d'oro del XV secolo, oltre a sontuose decorazioni barocche in marmo che accompagnano la presenza della pala d'altare, costituita da una Santa Margherita del XVI secolo di autore ignoto.

#### Cappelletta della Beata Vergine delle Grazie
Denominata popolarmente Ciancèt de Bigiol, la cappelletta si trova lungo la strada che da Cercino conduce alla frazione di Siro ed è dedicata alla Beata Vergine delle Grazie. La Madonna è raffigurata al centro dell'edicola con ai lati sant'Antonio abate e san Carlo Borromeo. Sotto è riportata la scritta "F.F.P.S.D. ("fece fare per sua devozione") fam. Ligari Teobaldo". La cappella è stata restaurata nel 1993.

### Architetture civili

#### LaBarachia di Partigian
La principale costruzione architettonica civile sul territorio di Cercino è indubbiamente la barachia o rifugio costruito dai partigiani nel luglio del 1944 sulla cima dei pascoli in località Brusada, sopra il territorio comunale, a 1981 metri di altitudine. L'area di costruzione, circa 20 metri quadrati in tutto, venne realizzata in massi locali e pensata come luogo di rifugio durante il periodo della seconda guerra mondiale per gli attivisti del movimento partigiano locale.
La struttura, cessato il proprio scopo bellico al fine della guerra, venne utilizzata come rimessa degli attrezzi agricoli dai coltivatori locali, ma venne gravemente danneggiata negli anni '50 da un rovinoso incendio che interessò tutto il versante occidentale della Costa dei Cech. Attualmente la struttura si trova pertanto in rovina e si possono notare unicamente le parti basse delle mura perimetrali.

## Società

### Evoluzione demografica
Nella sua storia, il comune di Cercino ha avuto un'evoluzione demografica altalenante, motivata dai diversi periodi di crescita locale e sviluppo delle attività: rimasta perlopiù inalterata per secoli la popolazione, con l'industrializzazione della parte bassa della vallata e la richiesta di nuova manodopera, il numero degli abitanti del comune crebbe sino a duplicare i residenti nel giro di appena cinquant'anni. Con il conseguente sviluppo industriale delle aree a valle, però, incominciarono a essere realizzate anche nuove aree residenziali in posizioni più comode e in piano (come ad esempio a Morbegno) che, data la loro vicinanza coi centri di produzione, tendevano ad attirare maggiormente i residenti e per questo Cercino conobbe un calo notevole di popolazione tra gli anni '70 e '80 che lo riportò quasi ai valori d'inizio secolo. Durante l'ultimo censimento del 2021 Cercino aveva 782 abitanti. Prima dell'istituzione del Regno d'Italia la popolazione oscillò intorno alle cinquecento unità:
- 1589, 500 abitanti
- 1624, 485
- 1648, 242 abitanti diminuiti a causa della peste
- 1797, 636
- 1807, 580

Abitanti censiti

### Etnie e minoranze straniere
Secondo i dati ISTAT al 1º gennaio 2022 la popolazione straniera residente era di 53 persone, costituenti il 6,8% della popolazione totale. Le nazionalità maggiormente rappresentate in base alla loro percentuale sul totale della popolazione residente erano:
1. Marocco 28
2. Senegal 7
3. Ucraina 7
4. Russia 4
5. Romania 2

### Lingue e dialetti
Nel Comune è molto diffuso il dialetto valtellinese. Come tutti i dialetti lombardi occidentali, anche il valtellinese è sostanzialmente una lingua romanza derivata dal latino. Vi si trovano anche tracce di dialetto comasco e dialetto chiavennasco.

### Religione
La maggioranza della popolazione è cattolica. L'immigrazione di cittadini comunitari ed extra-comunitari ha portato all'insediamento di minoranze di musulmani e ortodossi.
Nel Comune è presente una parrocchia cattolica appartenente alla Diocesi di Como.

## Cultura

### Istruzione
In paese sono presenti una scuola materna e due scuole primarie, di cui una sita nel comune di Cercino e l'altra nella frazione di Piussogno, costruita più a valle per venire incontro alle esigenze degli abitanti locali. La scuola materna, situata a Cercino, è stata chiusa nel 1991 ed è stata aperta in località Piussogno. Attualmente, però, tutte le scuole del comune di Cercino sono chiuse.

## Economia
L'economia locale è basata essenzialmente sul turismo e sulla produzione di legna da taglio. A proposito di turismo a partire dagli anni '50 del XX secolo si è formata una sorta di gemellaggio con la città di Vittuone (MI): moltissimi vittuonesi hanno infatti acquistato case di villeggiatura a Cercino. Per questo più volte nel corso degli anni sono stati organizzati scambi culturali tra i due paesi.
Sul territorio di Cercino sono presenti 10 attività industriali con 29 addetti, pari al 28,43% della forza lavoro occupata.
A queste si affiancano 8 attività di servizio con 11 addetti pari al 7,84% della forza lavoro occupata, e 21 attività di servizio con 39 addetti pari al 10,78% della forza lavoro occupata e 2 attività amministrative con 6 addetti pari al 20,59% della forza lavoro occupata.

## Infrastrutture e trasporti

### Strade
Cercino è collegata ai centri di Cino e Mantello con la strada provinciale SP5, oltre a essere in collegamento con la vallata sottostante attraverso la frazione di Piussogno. Presso il fondo valle, il comune è servito dalla SS402.

### Ferrovie e trasporto pubblico
Cercino è servita dalla stazione di Delebio, che si trova nel territorio comunale di Delebio. La stazione, posta sulla ferrovia Tirano-Lecco, si collega con Sondrio e con Milano. Un tempo il paese era inoltre servito dalla stazione di Rogolo, presso l'omonimo comune (oggi chiusa). Lo scalo lacuale più vicino è quello di Colico, posto a 14 km di distanza.
Cercino è servito da un sistema di bus per trasporto pubblico tra il comune e Piussogno, a valle, sino a Morbegno.

## Amministrazione
Di seguito viene riportata la serie cronologica dei sindaci del Comune di Cercino dall'Unità d'Italia a oggi.

### Sindaci durante il Regno d'Italia
| nome                 | carica            | dal          | al             | partito        | anno e luogo di nascita | anno e luogo di morte |  |
| -------------------- | ----------------- | ------------ | -------------- | -------------- | ----------------------- | --------------------- |  |
| Giovanni De Pianto   | sindaco           | 1861         | 1865           | Destra storica | Cercino                 | Cercino               |  |
| Giacomo Bigiolli     | sindaco           | 1865         | 1881           | Destra storica | Cercino, 1824           | Cercino, 03-11-1889   |  |
| Giovanni De Simoni   | sindaco           | 1881         | 1884           | Destra storica | Cercino                 | Cercino               |  |
| Giorgio Sandrini     | sindaco           | 1884         | 21 luglio 1889 | Destra storica | Cercino 1832            | Cercino, 21-07-1889   |  |
| Michele Sandrini     | assessore anziano | luglio 1889  | ottobre 1889   |                |                         |                       |  |
| Domenico Barona      | assessore anziano | ottobre 1889 | gennaio 1890   |                |                         |                       |  |
| Giovanni Ambrosini   | sindaco           | gennaio 1890 | 1895           |                | Cercino                 | Cercino               |  |
| Giuseppe Parravicini | sindaco           | 1895         | 1900           |                | Cercino                 | Cercino               |  |
| Vincenzo Bigiolli    | sindaco           | 1900         | 1905           |                | Cercino                 | Cercino               |  |
| Giovanni De Simoni   | sindaco           | 1905         | 1910           |                | Cercino                 | Cercino               |  |
| Vincenzo Bigiolli    | sindaco           | 1910         | ?              |                | Cercino                 | Cercino               |  |

....

### Sindaci durante la Repubblica Italiana
....
| nome                | carica  | dal                              | al                            | partito        | anno e luogo di nascita | anno e luogo di morte |
| ------------------- | ------- | -------------------------------- | ----------------------------- | -------------- | ----------------------- | --------------------- |
| Attilio Bigiolli    | sindaco | 23 aprile 1995 13 giugno 1999    | 13 giugno 1999 13 luglio 1999 | centrosinistra | ?                       | 10-07-1999            |
| Renzo Barona        | sindaco | 16 aprile 2000                   | 29 marzo 2010                 | Lista civica   | Cercino 05-09-1951      |                       |
| Michela Parravicini | sindaco | 30 marzo 2010                    | 31 maggio 2015                | Lista civica   | Morbegno 27-02-1980     |                       |
| Daniele De Pianto   | sindaco | 1º giugno 2015 21 settembre 2020 | 20 settembre 2020 in carica   | Lista civica   | Morbegno 16-09-1964     |                       |